# Masacre de El 70
La Masacre de El 70 ocurrió el 22 de septiembre de 2009 en el Barrio "El 70" en la parroquia El Valle en Caracas, Venezuela, durante el tercer gobierno de Hugo Chávez.

## Hechos
Todo inicio cuando efectivos de la extinta Policía Metropolitana (PM) asesinaron a diez jóvenes identificados como presuntos miembros de una banda delictiva que operaba en distintas zonas de la parroquia. Los uniformados detuvieron a varios jóvenes del sector y los llevaron al barrio Los Sin Techo, donde recibieron una golpiza, según reseñó El Universal ese año. Horas después, fueron trasladados al sector La Montaña, en el Barrio “El 70”, para ejecutarlos.